# GPhoto
gPhoto2（ジーフォト2）は、LinuxもしくはUnix系のシステムにおいてデジタル写真を処理することができるアプリケーションソフトウェアである。画像をカメラ器具から転送するだけでなく、カメラによってはアップロード、リモートコントロール、キャプチャ等の機能も使うことが出来る。gPhoto2は単なるコマンドラインインターフェイスであるため、起動にはライブラリのlibgphoto2を呼び出す必要がある。

## サポート
gPhoto2はクロスプラットフォームのソフトウェアであり、Linux、FreeBSD、NetBSDやその他Unix系のOSにおいて使用できる。libgphoto2も同様。
libgphoto2は、バージョン2.5.7において1891種類のカメラをサポートしている。
またgPhotoは画像転送プロトコル(PTP)をサポートし、libgphoto2のバージョン2.1.99からはメディア転送プロトコル(MTP)を使うデバイスを接続することも出来る。多くのカメラはgPhotoによってサポートされていないが、LinuxにおいてよくサポートされているUSBマスストレージクラスをサポートしている。
gPhotoはGNU General Public Licenseの下で、libgphoto2はGNU Lesser General Public Licenseにおいて公開されており、それぞれ自由ソフトウェアである。

## アプリケーション
ライブラリのlibgphoto2を用いることで、他のフロントエンドを作成できる。gtkamは公式のGUIクライアントであり、他にはKDEプログラムのdigiKamや、GNOMEプログラムのgThumb, Shotwell、MonoをベースとしたF-Spotなどがある。